# Atocha
Atocha è un comune (municipio in spagnolo) della Bolivia nella provincia di Sud Chichas (dipartimento di Potosí) con 7 533 abitanti (dato del 2010).

## Cantoni
Il comune è suddiviso in 7 cantoni.
- Atocha
- Chocaya
- Chorolque Viejo
- Guadalupe
- Portugalete
- San Vicente
- Tacmari